# 塩事業法
塩事業法（しおじぎょうほう、平成8年5月15日法律第39号）は、塩事業に関する日本の法律である。

## 概要
塩の専売制が廃止され、日本たばこ産業（旧日本専売公社）の塩事業は財団法人塩事業センターに移管された。監督官庁は専売制の時代の名残から財務省（旧大蔵省）である。
経過措置が終了した2002年4月に塩の販売は自由化された。塩の製造、販売等を行う場合、財務省への届出等が必要である。

## 構成
- 第一章 総則
- 第二章 塩需給見通し等
- 第三章 塩製造業
- 第四章 塩特定販売業
- 第五章 塩卸売業
- 第六章 塩事業センター
- 第七章 雑則
- 第八章 罰則